# UFC 243
UFC 243: Whittaker vs. Adesanya foi um evento de MMA produzido pelo Ultimate Fighting Championship no dia 05 de outubro de 2019, no Marvel Stadium, em Melbourne, Austrália.

## Background
O evento marca a quarta visita do UFC à Melbourne.
O evento quebrou o recorde de público para um evento do UFC com um total de 57.127 pessoas.
A unificação dos cinturões do peso médio entre o atual campeão Robert Whittaker e o campeão interino Israel Adesanya serviu de luta principal da noite.
O duelo nos galos feminino entre a ex-campeã Holly Holm e a ex-desafiante Raquel Pennington era esperado para o evento. O duelo seria uma revanche, pois já aconteceu no UFC 184 em fevereiro de 2015 com uma vitória de Holm por decisão dividida. No entanto, em 27 de setembro, foi revelado que Holm saiu do card devido a uma lesão no tendão e o combate foi cancelado.
Nas pesagens, Khalid Taha e Ji Yeon Kim falharam ao bater o peso. Taha pesou 137 libras (62,1 kg) ficando 1 libra acima do limite da categoria dos galos de 136 libras (61,7 kg) em lutas que não valem o cinturão. Kim pesou 128 libras (58,0 kg) ficando 2 libras acimda do limite da categoria dos moscas feminino de 126 libras (57,1 kg) em lutas que não valem o cinturão. Taha e Kim perderam 20% e 30% de suas bolsas respectivamente, que foram para seus adversários Bruno Gustavo da Silva e Nadia Kassem.

## Card Oficial
Nota 1 Pelo Cinturão Peso Médio do UFC. 

## Bônus da Noite
Os lutadores receberam $50.000 de bônus:
- Luta da Noite:  Brad Riddell vs.  Jamie Mullarkey
- Performance da Noite:  Israel Adesanya e  Yorgan de Castro